# Ugglegölen (Tranås socken, Småland)
Ugglegölen är en sjö i Tranås kommun i Småland och ingår i Motala ströms huvudavrinningsområde.